# پیکروکروسین
پیکروکروسین (به انگلیسی: Picrocrocin) با فرمول شیمیایی C۱۶H۲۶O۷ یک ترکیب شیمیایی با شناسه پاب‌کم ۱۳۰۷۹۶ است. که جرم مولی آن ۳۳۰٫۳۷ g/mol می‌باشد. 
پیک اکروکین یک پیش ماده مونوترپن گلیکوزید سافرانال است. این در ادویه زعفران یافت می شود که از گل کراکوس می آید. [1] Picrocrocin طعم تلخ دارد و شیمیایی است که مسئولیت طعم زعفران را بر عهده دارد.
در طی فرایند خشک کردن، پیک اکروکین به علت اثر آنزیم گلوکوزیداز، آگلیکون (HTCC، C10H16O2) را آزاد می کند. سپس آگیلکون به وسیله آب‌گیری به سیفرانال تبدیل می شود. Picrocrocin یک محصول تخریب کاروتنوئید زاکسانتیین است.